# Avernakø Kirke
Avernakø Kirke er en kirke i Avernakø Sogn, Fåborg Provsti (Fyens Stift). Den ligger på øen Avernakø, ca. 8 km syd for Faaborg.
Avernakø Sogn blev oprettet i 1536 som det første nye sogn efter Reformationen med kongebrev fra Christian 3. af 31. oktober 1536, der gav tilladelse til, at Avernakø blev egen menighed med egen kirke og præst. Kirken blev indviet i 1542, og var oprindelig et bindingsværkshus af munkesten og marksten. I 1631 til ca. 1670 blev der foretaget en større ombygning af kirken, og i 1876 fik kirken sin nuværende form med klokketårn. I 1913 overgik kirken fra Hvidkilde til Avernakø menighed. To malmstager på alteret er de ældste genstande, der stod i den oprindelige trækirke. Maleriet på altertavlen er en kopi af Tizianos Skattens Mønt.
Den alsiske lokalhistoriker Christian Knudsen var præst ved kirken fra 1871 til 1900. Hans portræt hænger i kirken.

## Eksterne kilder og henvisninger
- Wikimedia Commons har flere filer relateret til Avernakø Kirke
- "Danmarks første reformationskirke" Arkiveret 20. juli 2011 hos  Wayback Machine fra Avernak.dk med kongebrevet på tillempet nudansk
- Tegninger Arkiveret 26. februar 2005 hos  Wayback Machine af de forskellige kirker
- Avenakø Kirke hos KortTilKirken.dk